# Puerto Suarez (flygplats i Bolivia)
Puerto Suarez är en flygplats i Bolivia. Den ligger i den östra delen av landet, 800 km öster om huvudstaden Sucre. Puerto Suarez ligger 133 meter över havet.
Terrängen runt Puerto Suarez är lite kuperad, och sluttar norrut. Runt Puerto Suarez är det ganska glesbefolkat, med 23 invånare per kvadratkilometer..
I omgivningarna runt Puerto Suarez växer i huvudsak lövfällande lövskog.